# Тарганоподібні
Тарганоподібні (Dictyoptera) — надряд крилатих комах, до якого відносять сучасних тарганів, термітів, богомолів. Тарганоподібні ззовні і способом життя не схожі між собою, але походять від спільних предків, які існували на Землі понад 300 млн років тому. З представників цього надряду найпримітивніші — таргани, вони зберегли найбільш древні риси будови, і спосіб їхнього життя близький до того, який вели їхні предки. Богомоли і терміти — спеціалізовані групи, які під впливом особливого способу життя надбали багато специфічних ознак. Надряд включає понад 10000 сучасних видів.

## Опис
Комахи з неповним перетворенням. Великі або середні комахи. Є дві пари крил. Передня пара шкірясті і утримується плоско над тілом в стані спокою. Вусики довгі, і можуть бути більшими за довжину тіла.
Церки відкриті. Щетинки на церках дуже чутливі до руху повітря і є органами відчуття.